# Фильмография Орсона Уэллса
Фильмография Орсона Уэллса включает в себя 11 полнометражных художественных и 2 документальные картины, в производстве которых Уэллс выступил режиссёром, причём в каждой из своих художественных лент он сыграл по крайней мере одну роль. Только 4 из 13 фильмов Орсона Уэллса выходили в единственной, режиссёрской, монтажной редакции: «Гражданин Кейн», «Полуночные колокола» («Фальстаф»), «Ф как фальшивка» и Как снимался «Отелло». Остальные же, в силу различных причин, существуют в разных вариантах.

## Как режиссёр

### Полнометражные (завершённые)
| Год  | Название                                | Оригинальное название                      | Роль                                   | Примечание |
| ---- | --------------------------------------- | ------------------------------------------ | -------------------------------------- | --- |
| 1941 | Гражданин Кейн                          | Citizen Kane                               | Чарльз Фостер Кейн                     | 119-минутный фильм. Существует в единственной, режиссёрской, монтажной версии. |
| 1942 | Великолепные Эмберсоны                  | The Magnificent Ambersons                  | рассказчик                             | Смонтированный в апреле 1942 года черновой 132-минутный монтаж до наших дней не сохранился. Перемонтированная и частично переснятая 88-минутная версия выпущена в прокат в июле 1942 года. |
| 1946 | Чужестранец                             | The Stranger                               | профессор Чарльз Рэнкин, Франц Киндлер | Режиссёрская версия картины, скорее всего законченная, не сохранилась. Студийная версия сильно изменена и перемонтирована. Фильм находится в общественном достоянии. |
| 1947 | Леди из Шанхая                          | The Lady from Shanghai                     | Майкл О’Хара                           | Снятая осенью 1946 — зимой 1947 года предварительная версия длилась 155 минут. Выпущенная с задержкой в 1948 году студией Columbia Pictures версия фильма имела хронометраж 86 минут. Вырезанные 69 минут материала были уничтожены. |
| 1948 | Макбет                                  | Macbeth                                    | Макбет                                 | Снятая за 23 дня летом 1947 года, картина сохранилась в 107-минутной и 86-минутной версиях, обе из которых монтировал Уэллс. Вторая версия была сделана по запросу кинокомпании Republic Pictures. |
| 1952 | Отелло                                  | The Tragedy of Othello: The Moor of Venice | Отелло                                 | Лента снималась с 1949 по 1952 год. Сохраняя полный контроль над результатом, Уэллс перемонтировал фильм как минимум два раза. Премьера первой версии состоялась в мае 1952 года на Каннском кинофестивале. Вторая версия вышла в США в сентябре 1955 года. Оригинальные версии обеих монтажных редакций можно найти в архивах и частных коллекциях. Единственный общедоступный вариант фильма — «реставрация» второй версии, где значительно изменена звуковая дорожка. |
| 1955 | Мистер Аркадин                          | Mr. Arkadin                                | Григорий Аркадин                       | Существует несколько монтажных версий, снятых в 1954—1955 годах, однако ни одна из них, вероятно, не закончена. |
| 1958 | Печать зла                              | Touch of Evil                              | капитан полиции Хэнк Куинлен           | |
| 1962 | Процесс                                 | Le procès                                  | Альберт Хастлер                        | Уэллс имел право финального монтажа, закончен. Лента находится в общественном достоянии. |
| 1965 | Полуночные колокола (Фальстаф)          | Campanadas a medianoche                    | сэр Джон Фальстаф                      | Уэллс имел право финального монтажа. |
| 1968 | Бессмертная история                     | The Immortal Story                         | мистер Чарльз Клэй                     | Фильм закончен. |
| 1975 | Ф как фальшивка (Документальный )       | F for Fake                                 | камео                                  | Съёмки картины, вероятно, завершились в конце 1972 года, однако премьера состоялась на кинофестивалях в Нью-Йорке и Сан-Себастьяне в 1974 году, а в 1976 году фильм вышел в прокат в США. Финальный монтаж принадлежит Уэллсу. |
| 1978 | Как снимался «Отелло» (Документальный ) | Filming «Othello»                          | камео                                  | Документальный фильм, сделанный специально для телевидения ФРГ, ни разу не демонстрировавшийся в США. Права на этот фильм принадлежат подруге Уэллса Ойе Кодар. Однако дочь Орсона, Беатрис Уэллс, владеющая мировыми правами на картину 1952 года «Отелло», запретила выпуск документальной ленты под угрозой судебных исков. |
| 2018 | Другая сторона ветра                    |                                            |                                        | |

### Короткометражные
| Год  | Название                 | Оригинальное название | Роль                                   | Примечание |
| ---- | ------------------------ | --------------------- | -------------------------------------- | --- |
| 1934 | Сердца эпохи             | The Hearts of Age     | Смерть                                 | Сохранившийся 5-минутный немой домашний фильм, снятый девятнадцатилетним Уэллсом совместно с Уильямом Вэнсом за один день в интерьерах и вокруг здания пожарного депо в Вудстоке, штат Иллинойс. |
| 1938 | Слишком много Джонсона   | Too Much Johnson      | Тупой полицейский (англ. Keystone Cop) | Три немые киноновеллы, предназначенные для сопровождения постановки одноимённой комедии Уильяма Жиллетта. Незавершённый фильм никогда не демонстрировался при жизни Уэллса. Долгое время считалось, что фильм погиб при пожаре в 1970 году, но в 2008 году позитив был найден в Италии и восстановлен. |
| 1939 | Зелёная богиня           | Green Goddess         | …                                      | Краткий кинопролог к мелодраме Уильяма Арчера «Зелёная богиня», поставленной Уэллсом летом 1939 года. Видео считается утраченным. |
| 1941 | Гражданин Кейн, трейлер  | Citizen Kane trailer  | Чарльз Фостер Кейн                     | Четырёхминутный трейлер к картине «Гражданин Кейн». Состоит из нового материала. |
| 1976 | Ф как фальшивка, трейлер | F for Fake trailer    | …                                      | Девятиминутный трейлер к фильму «Ф как фальшивка», снятый в декабре 1976 года. Существует только в виде рабочей копии. |

### Незавершённые или нереализованные фильмы
| Год  | Название       | Оригинальное название | История |
| ---- | -------------- | --------------------- | ------- |
| 1942 | Всё это правда | It’s All True         |         |

## Как актёр в фильмах других режиссёров
| Год  | Название фильма                    | Оригинальное название                  | Роль                                |
| ---- | ---------------------------------- | -------------------------------------- | ----------------------------------- |
| 1940 | Швейцарская семья Робинсон         | Swiss Family Robinson                  | рассказчик                          |
| 1943 | Путешествие в страх                | Journey into Fear                      | полковник Хаки                      |
| 1943 | Джейн Эйр                          | Jane Eyre                              | Эдвард Рочестер                     |
| 1944 | Следуй за мальчишками              | Follow the Boys                        | камео                               |
| 1946 | Дуэль под солнцем                  | Duel in the Sun                        | рассказчик                          |
| 1946 | Завтра навсегда                    | Tomorrow is Forever                    | Джон Макдональд, Эрих Кесслер       |
| 1949 | Чёрная магия                       | Black Magic                            | Калиостро                           |
| 1949 | Принц лис                          | Prince of Foxes                        | Цезарь Борджиа                      |
| 1949 | Третий человек                     | The Third Man                          | Гарри Лайм                          |
| 1950 | Чёрная роза                        | The Black Rose                         | Байян                               |
| 1951 | Возвращение в Гленнаскаул          | Return to Glennascaul                  | рассказчик                          |
| 1951 | Маленький мир Дона Камилло         | Le Petit Monde de Don Camillo          | рассказчик                          |
| 1952 | Последнее дело Трента              | Trent’s Last Case                      | Сиксби Мандерсон                    |
| 1953 | Человек, зверь и добродетель       | L’Uomo, la bestia e la virtù           | капитан Перелла, Зверь              |
| 1953 | Тайны Версаля                      | Si Versailles m'était conté            | Бенджамин Франклин                  |
| 1954 | Неприятности в Глен                | Trouble in the Glen                    | Санин Сехадор-и-Менгес              |
| 1955 | Три дела об убийствах              | Three Cases of Murder                  | Лорд Монтдраго                      |
| 1955 | Наполеон: Путь к вершине           | Napoléon                               | Хадсон Лоу                          |
| 1956 | Моби Дик                           | Moby Dick                              | отец Мэппл                          |
| 1957 | Человек в тени                     | Man in the Shadow                      | Вирджил Ренчлер                     |
| 1958 | Долгое жаркое лето                 | The Long, Hot Summer                   | Уилл Варнер                         |
| 1958 | Викинги                            | The Vikings                            | рассказчик                          |
| 1958 | Приключение на южных морях         | South Seas Adventure                   | рассказчик                          |
| 1958 | Корни неба                         | The Roots of Heaven                    | Сай Седжвик                         |
| 1959 | Большое путешествие                | High Journey                           | рассказчик                          |
| 1959 | Насилие                            | Compulsion                             | Джонатан Уилк                       |
| 1959 | Хозяева леса                       | Les Seigneurs de la forêt              | рассказчик                          |
| 1959 | Паром в Гонконг                    | Ferry to Hong Kong                     | капитан Харт                        |
| 1960 | Давид и Голиаф                     | David and Goliath                      | царь Саул                           |
| 1960 | Трещина в зеркале                  | Crack in the Mirror                    | Ламерсье, Аголен                    |
| 1960 | Битва при Аустерлице               | Austerlitz                             | Роберт Фултон                       |
| 1961 | Лафайет                            | La Fayette                             | Бенджамин Франклин                  |
| 1961 | Царь царей                         | King of Kings                          | рассказчик                          |
| 1961 | Татары                             | I Tartari                              | Бурундай                            |
| 1962 | РоГоПаГ                            | Ro.Go.Pa.G.                            | кинорежиссёр (новелла «Овечий сыр») |
| 1963 | Весьма именитые персоны            | The V.I.P.s                            | Макс Буда                           |
| 1964 | Лучшие часы                        | The Finest Hours                       | рассказчик                          |
| 1965 | История короля                     | A King’s Story                         | рассказчик                          |
| 1965 | Сказочное приключение Марко Поло   | La Fabuleuse aventure de Marco Polo    | Акерман                             |
| 1965 | Остров сокровищ                    | La isla del tesoro                     | Джон Сильвер                        |
| 1966 | Горит ли Париж?                    | Paris brûle-t-il?                      | консул Рауль Нордлинг               |
| 1966 | Человек на все времена             | A Man for All Seasons                  | кардинал Уолси                      |
| 1967 | Беспорядок в двадцать лет          | Le Désordre à vingt ans                | камео                               |
| 1967 | Казино «Рояль»                     | Casino Royale                          | Лё Шифр                             |
| 1967 | Моряк с Гибралтара                 | The Sailor from Gibraltar              | Луи де Мозамбик                     |
| 1967 | Я никогда не забуду это имя        | I’ll Never Forget What’s’isname        | Джонатан Лют                        |
| 1968 | Царь Эдип                          | Oedipus the King                       | Тиресий                             |
| 1968 | Тепепа                             | Tepepa                                 | полковник Каскорро                  |
| 1968 | Бессмертная история                | The Immortal Story                     | мистер Чарльз Клэй                  |
| 1968 | Путешествие по миру Майка Тодда    | Around the World of Mike Todd          | рассказчик                          |
| 1968 | Карточный домик                    | House of Cards                         | Лешенхаут                           |
| 1968 | Битва за Рим                       | Kampf um Rom I                         | Юстиниан I                          |
| 1969 | Битва за Рим 2: Предательство      | Kampf um Rom II — Der Verrat           | Юстиниан I                          |
| 1969 | Южная звезда                       | The Southern Star                      | Плэнкетт                            |
| 1969 | Битва на Неретве                   | Bitka na Neretvi                       | сенатор четников                    |
| 1969 | 12 + 1                             | 12 + 1                                 | Маркан                              |
| 1970 | Всегда ли правильно быть правым?   | Is It Always Right to Be Right?        | рассказчик                          |
| 1970 | Лошадь по кличке Нижинский         | A Horse Called Nijinsky                | рассказчик                          |
| 1970 | Письмо из Кремля                   | The Kremlin Letter                     | Бреснавич                           |
| 1970 | Начинайте революцию без меня       | Start the Revolution Without Me        | рассказчик                          |
| 1970 | Уловка-22                          | Catch-22                               | генерал Дридл                       |
| 1970 | Сальвадор Дали                     | Salvador Dali                          | рассказчик                          |
| 1970 | Ватерлоо                           | Waterloo                               | Людовик XVIII                       |
| 1971 | Мальпертюи                         | Malpertuis                             | Кассавиус                           |
| 1971 | Река свободы                       | Freedom River                          | рассказчик                          |
| 1971 | Стражи молчания                    | Centinelas del silencio                | рассказчик                          |
| 1971 | Безопасное место                   | A Safe Place                           | маг                                 |
| 1971 | Режиссёр Джон Форд                 | Directed by John Ford                  | рассказчик                          |
| 1972 | Футурошок                          | Future Shock                           | рассказчик                          |
| 1972 | Надо знать, где твой кролик        | Get to Know Your Rabbit                | мистер Деласандро                   |
| 1972 | Остров сокровищ                    | Treasure Island                        | Джон Сильвер                        |
| 1972 | Некромантия                        | Necromancy                             | мистер Като                         |
| 1972 | Человек, который пришёл на ужин    | The Man Who Came to Dinner             | Шеридан Уайтсайд                    |
| 1974 | Десять маленьких индейцев          | Ten Little Indians                     | голос в записи                      |
| 1974 | Вызов… Дань современному искусству | The Challenge… A Tribute to Modern Art | рассказчик                          |
| 1975 | дюна (отменён)                     | Dune                                   | барон харконин                      |
| 1980 | Тайна Николы Теслы                 | Tajna Nikole Tesle                     | Морган Дж. П.                       |
| 1981 | Человек, который видел будущее     | The Man Who Saw Tomorrow               | рассказчик                          |
| 1986 | Трансформеры                       | The Transformers: The Movie            | Юникрон (голос)                     |